# Mikola Dileckij
Mikola Dileckij ili Nikolaj Dileckij (ukr. Микола Павлович Дилецкий, pol. Mikołaj Dylecki, rus. Николай Павлович Дилецкий; Kijev, 1630. – Moskva, 1680.) bio je ukrajinski skladatelj, glazbeni teoretičar, autor Glazbene gramatike objavljene 1677. godine. Izuzev Ukrajine i Poljske, Dileckij je bio jako aktivan i u Rusiji gdje je proveo jedan dio svog života, posebno u Moskvi gdje je i umro. Za njega je karakteristična ukrajinska pravoslavna crkvena glazba.

## Biografija
O Mikoli Dileckom postoji relativno malo informacija, no njegova ostavština govori da je riječ o izrazitom glazbenom umjetniku. Rođeni Kijevljanin, ili kako bi Ukrajinci rekli Kijanin, bio je stalno u pokretu. Stvarao je glazbenu umjetnost u Ukrajini, ali i litavskom Vilniusu gdje se školovao na Jezuitskom sveučilištu, zatim Smolensku i Moskvi. Zbog poljsko-litavske okupacije, ovaj vrsni skladatelj svoga razdoblja zasluženo priznanje stekao je tek u Moskvi potkraj života, posebno nakon objavljivanja "Glazbene gramatike" 1677. godine.

## Strana literatura
- Ольховський Андрій. Нарис історії української музики. — К.: Музична Україна, 2003.
- Цалай-Якименко О. Музично-теоретична думка на Україні в XVII ст. та праці М.Дилецького. // Українське музикознавство, 1971. р.
- Цалай-Якименко О. Повість о пінії мусикійськом — видатна пам'ятка вітчизняної музично естетичної думки//українське музикознавтсо, 1976. р. вип.11

## Vanjske poveznice
- Biografija Mikole Dileckog (ukr.)
- Biografija Mikole Dileckog (eng.)[neaktivna poveznica]